# NGC 782
NGC 782 (również PGC 7379) – galaktyka spiralna z poprzeczką (SBb), znajdująca się w gwiazdozbiorze Erydanu. Odkrył ją John Herschel 27 października 1834 roku.
W galaktyce tej zaobserwowano supernową SN 2011eb.